# Chiasso
Chiasso (in tedesco Pias, in dialetto ticinese e comasco Ciàss, pronuncia /ˈtʃas/) è un comune svizzero di 7 784 abitanti del Canton Ticino, nel distretto di Mendrisio.
Quinto comune del Canton Ticino per numero di abitanti, è un importante territorio di frontiera, centro di smistamento e di transito. Inoltre, è sede di due importanti dogane grazie alle quali è divenuta anche un centro economico e finanziario di notevole importanza.

## Geografia fisica
Chiasso è il comune più meridionale della Svizzera. Dista 25 km da Lugano. È situata al confine con l'Italia (Ponte Chiasso, frazione nord di Como). Chiasso è circondata da aree verdi e dalla collina del Penz costellata da sentieri tematici ricchi di vigneti da cui è possibile ammirare dall'alto l'intera città e i comuni limitrofi.
È presente un percorso-vita, situato all'interno del Parco del Penz, lungo 2,5 km. Nelle immediate vicinanze, è possibile visitare il Parco delle gole della Breggia, un'area protetta svizzera caratterizzata da rocce e da vari percorsi immersi nella natura.

### Clima
| Chiasso             | Mesi | Mesi | Mesi | Mesi | Mesi | Mesi | Mesi | Mesi | Mesi | Mesi | Mesi | Mesi | Stagioni | Stagioni | Stagioni | Stagioni | Anno  |
| Chiasso             | Gen  | Feb  | Mar  | Apr  | Mag  | Giu  | Lug  | Ago  | Set  | Ott  | Nov  | Dic  | Inv      | Pri      | Est      | Aut      | Anno  |
| ------------------- | ---- | ---- | ---- | ---- | ---- | ---- | ---- | ---- | ---- | ---- | ---- | ---- | -------- | -------- | -------- | -------- | ----- |
| T. max. media (°C)  | 5,6  | 7,5  | 12,1 | 16,4 | 20,3 | 24,1 | 26,8 | 25,6 | 22,1 | 16,5 | 10,6 | 6,8  | 6,6      | 16,3     | 25,5     | 16,4     | 16,2  |
| T. min. media (°C)  | −1,1 | 0,2  | 3,0  | 6,8  | 10,8 | 14,1 | 16,4 | 15,9 | 13,0 | 8,3  | 3,3  | 0,0  | −0,3     | 6,9      | 15,5     | 8,2      | 7,6   |
| Precipitazioni (mm) | 65   | 67   | 90   | 119  | 130  | 141  | 100  | 122  | 112  | 130  | 119  | 72   | 204      | 339      | 363      | 361      | 1 267 |

## Storia
Chiasso è stata menzionata per la prima volta nel 1140 con il nome di Claso. Venne annesso al territorio elvetico nel 1510.
Nel 1976 ha inglobato il comune soppresso di Pedrinate, con la sua frazione Seseglio. Nel novembre del 2007 è stata bocciata la proposta di fusione con i comuni di Morbio Inferiore e Vacallo, dopo votazione consultiva.

### Simboli
Lo stemma attuale di Chiasso è stato adottato nel 1953, al termine di uno studio effettuato per tutti i comuni del Canton Ticino in occasione dei 150 anni d'appartenenza alla Confederazione svizzera, e raffigura un portone di colore azzurro su sfondo d'argento, con le ante aperte, sopra al quale è posto un leone passante di rosso, tenente con la branca anteriore destra una lettera "C" iniziale del toponimo. È la rielaborazione dell'emblema dell'antica famiglia comasca degli Albrici (d'argento, al portone murato e aperto di due ante d'azzurro, sostenente un leone passante di rosso), proprietaria di molti terreni della zona, documentati a partire dal 1375.

## Monumenti e luoghi d'interesse

### Architetture religiose
Nel centro del comune:
- Chiesa parrocchiale di San Vitale, attestata dal 1227 e ricostruita nel 1934[3];
- Oratorio della Madonna di Fátima.

Nella frazione di Pedrinate:
- Chiesa di Santa Croce.
- Chiesa-oratorio di Santo Stefano al Colle.

Nella frazione di Seseglio:
- chiesa di Santa Teresa del Bambin Gesù.

### Architetture civili

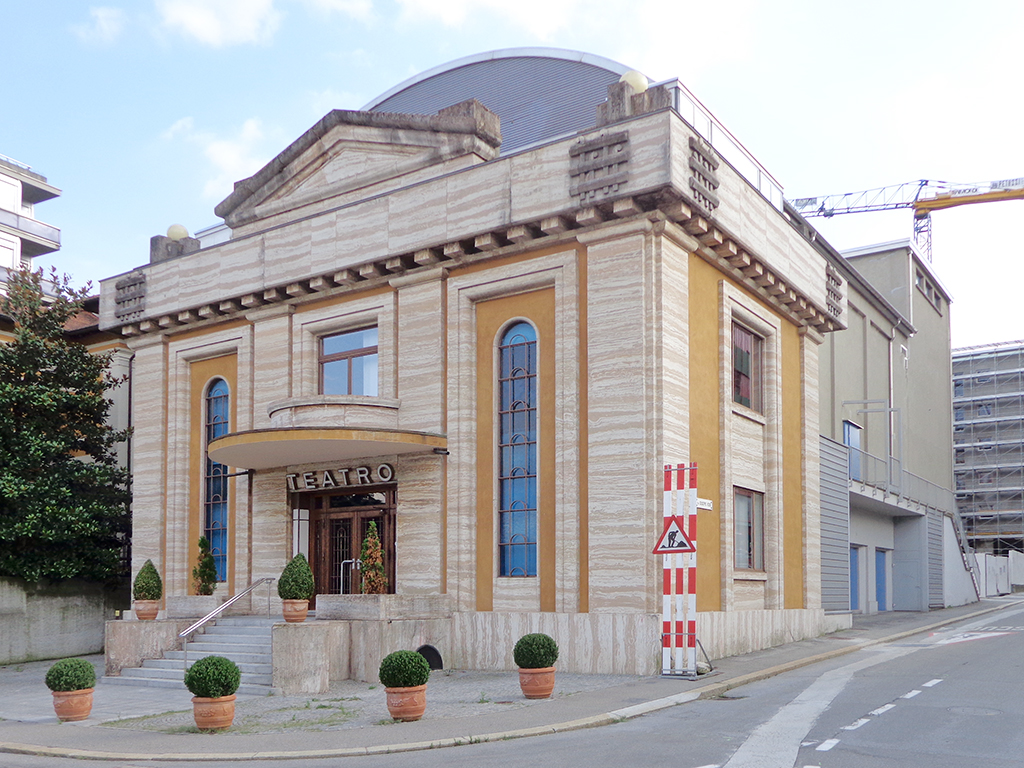
Il Teatro di Chiasso

- Palazzo Camponovo (ex Matti)[senza fonte], costruito nel XVIII secolo in stile neoclassico[7].
- Magazzini Generali con Punto Franco (1924-25), progettati da Robert Maillart.[8][9]
- Palazzo Züst, costruito nel 1906 in stile Liberty[7] da C. Brambilla[senza fonte]
- Cinema Teatro, costruito nel 1935 e riaperto nel 2001[3]
- Edificio della Credit Suisse, costruito nel 1996[7]
- Stazione di Chiasso[7]

## Società

### Evoluzione demografica
L'evoluzione demografica è riportata nella seguente tabella:
Abitanti censiti

### Lingue e dialetti
L'italiano è la lingua ufficiale ma è spesso parlato il dialetto ticinese, così come nel resto del Cantone.
| %     | Ripartizione linguistica (gruppi principali) |
| ----- | -------------------------------------------- |
| 2,5%  | madrelingua tedesca                          |
| 91,3% | madrelingua italiana                         |
| 1,2%  | madrelingua albanese                         |

## Cultura

### Scuole
Dagli anni 2000 vi è stato un fiorire di istituzioni culturali in settori universitari dove vige il numero chiuso. Le autorità federali sono intervenute per impedire l'uso di termini come "università" o "ateneo" per le istituzioni che non abbiano avuto un pubblico riconoscimento per utilizzare tale denominazione.

### Teatri e Cinema
- Cinema Teatro di Chiasso

### Musei
- m.a.x. museo, museo di arte grafica[3].

### Eventi
- Carnevale Nebiopoli, organizzato dal 1960[13], uno dei più importanti carnevali della Svizzera italiana,[senza fonte];
- Chiassodanza, festival organizzato dal 1989[3];
- Festate, manifestazione di musica che si svolge in un fine settimana solitamente ultimi giorni di giugno[senza fonte], organizzato dal 1991[3];
- ChiassoJazz, festival di cultura e musica jazz organizzato dal 1997[3];
- Chiassoletteraria, festival internazionale di letteratura[senza fonte];
- Facciamo Chiasso, serata di musica e mercatino serale che solitamente si svolge nel mese di maggio[senza fonte];
- Feste del Boffalorino, durante gli ultimi giorni di luglio[senza fonte].

## Geografia antropica

### Quartieri
- Quartiere Centro
- Quartiere Boffalora
- Quartiere Soldini

### Frazioni
- Pedrinate
- Seseglio

## Infrastrutture e trasporti

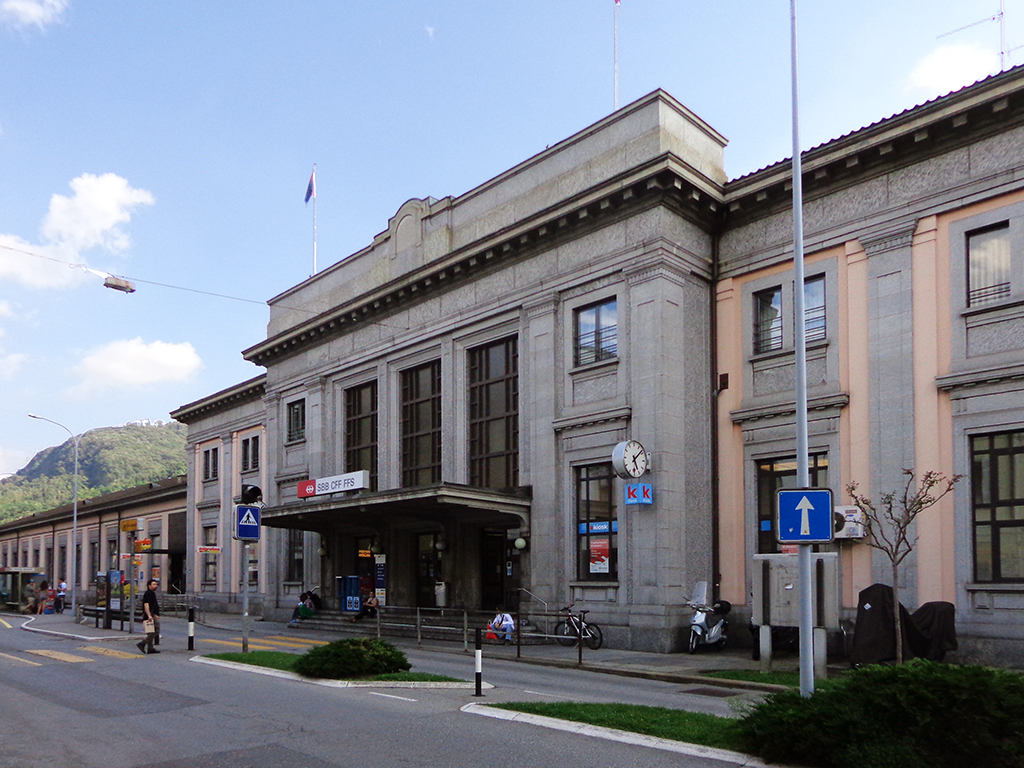
La stazione di Chiasso

Chiasso dispone di una propria stazione ferroviaria, capolinea meridionale della ferrovia del Gottardo ed estremità settentrionale della corrispondente Milano-Chiasso. La stazione è un presidio doganale, con scalo di smistamento, e costituisce il punto di confine tra la rete ferroviaria italiana e quella svizzera. Il trasporto pubblico locale è svolto mediante autobus di linea.
La tranvia Chiasso-Riva San Vitale, aperta nel 1910, collegava Chiasso a Riva San Vitale; è stata chiusa nel 1951.
Chiasso è raggiungibile attraverso l'Autostrada A2 o Autostrada del San Gottardo, svincolo Chiasso e Chiasso Centro, che si congiunge in territorio italiano con l'Autostrada A9 Como-Chiasso.

## Amministrazione

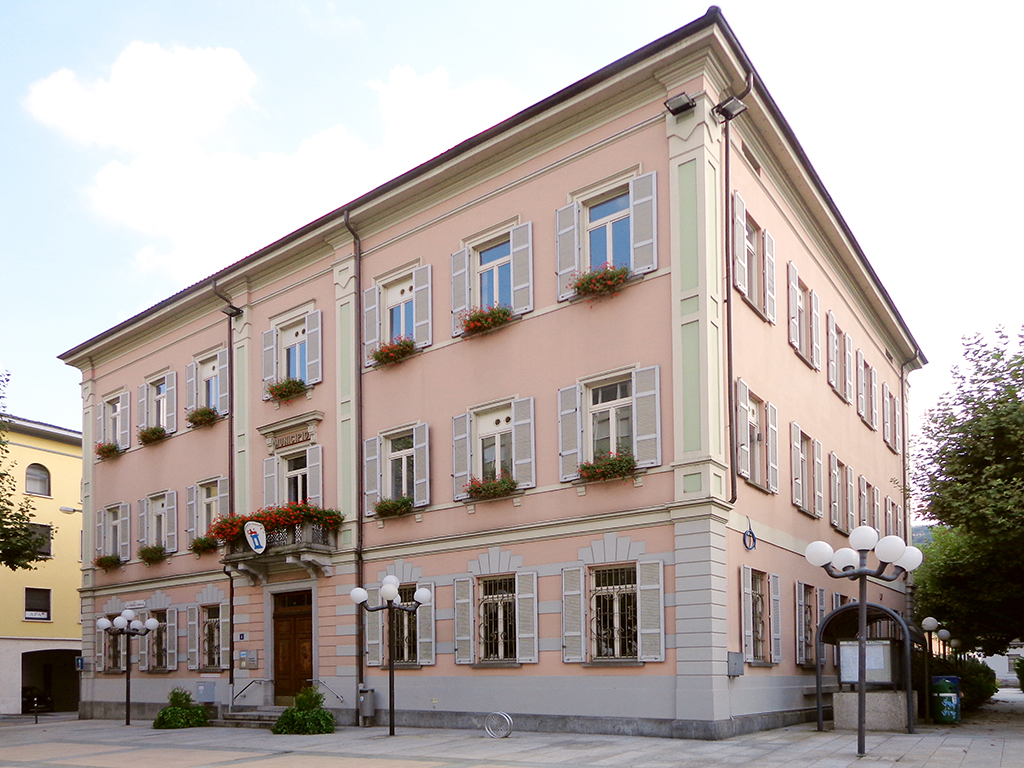
Il municipio

Ogni famiglia originaria del luogo fa parte del cosiddetto comune patriziale e ha la responsabilità della manutenzione di ogni bene ricadente all'interno dei confini del comune.
Nel 1985 con un trattato tra Italia e Svizzera 426 m² del territorio sono passati alla Svizzera e 426 m² sono passati all'Italia presso il valico dei Mulini. Invece sul confine di Stato sulla rotabile Pedrinate-Drezzo 132 m² sono passati alla Svizzera e 132 m² sono passati all'Italia.

## Sport
La principale squadra di calcio locale è il Football Club Chiasso, che gioca nello stadio comunale Riva IV.
L'Hockey Club Chiasso, fu fondato nel 1965. Due anni più tardi, ci fu la fondazione del Curling Club Chiasso.
Dal 2006 al 2008, presso le strutture dove si trova il Tennis Club Chiasso a Seseglio, il comune ha ospitato un torneo tennistico facente parte del calendario internazionale ATP e denominato Challenger Internazionale Dell'Insubria.